# Gränert
Das Naturschutzgebiet Gränert liegt auf dem Gebiet der kreisfreien Stadt Brandenburg an der Havel in Brandenburg.
Das Gebiet mit der Kenn-Nummer 1406 wurde mit Verordnung vom 20. Februar 1998 unter Naturschutz gestellt. Das rund 467 ha große Naturschutzgebiet erstreckt sich an den südlichen Rändern des Möserschen Sees und des Breitlingsees nördlich von Mahlenzien, einem Ortsteil von Brandenburg an der Havel. Östlich verlaufen die Landesstraße L 93 und die A 2, westlich verläuft die L 96.
107 ha des Gebiets befinden sich im Besitz der NABU-Stiftung Nationales Naturerbe, die die Wälder vollständig ihrer natürlichen Entwicklung überlässt.